# Anton Sterbling

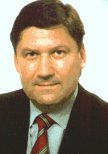
Anton Sterbling

Anton Sterbling (* 12. April 1953 in Sânnicolau Mare (deutsch Großsanktnikolaus), Volksrepublik Rumänien) ist ein deutscher Hochschullehrer und Schriftsteller.

## Leben
Anton Sterbling besuchte in seinem Geburtsort Sânnicolau Mare von 1960 bis 1968 die deutschsprachige Allgemeinbildende Schule und von 1968 bis 1972 das deutschsprachige Gymnasium (Lyzeum). Danach studierte er von 1972 bis 1975 Elektrotechnik am Institut für Betriebsingenieure in Reșița. Er ist Mitbegründer der regimekritischen rumäniendeutschen Autorengruppe Aktionsgruppe Banat. 1975 erfolgte die Aussiedlung in die Bundesrepublik Deutschland und damit eine neue berufliche Orientierung.
Sterbling begann ein Studium der Soziologie, Volkswirtschaftslehre und Wissenschaftslehre an der Universität Mannheim mit dem Studienabschluss Diplom-Soziologe im Mai 1981. Von 1982 bis 1997 arbeitete Sterbling an der Universität der Bundeswehr Hamburg – in der letzten Position als Oberassistent und Privatdozent. Hier promoviert er 1987 mit seiner Dissertation über Eliten im Modernisierungsprozess. 1993 folgte die Habilitation im Fachgebiet Soziologie. Von 1993 bis 1994 übernahm Sterbling eine Professurvertretung an der Universität Heidelberg und von 1996 bis 1997 die Vertretung des Lehrstuhls für Soziologie an der Universität Bonn. Vom 1. November 1997 bis zu seinem Eintritt in den Ruhestand am 1. April 2019 war Sterbling Professor für Soziologie und Pädagogik an der Hochschule der Sächsischen Polizei (FH). Er war Mitantragsteller und betreuender Professor des von der Deutschen Forschungsgemeinschaft (DFG) bewilligten Graduiertenkollegs Kulturelle Orientierungen und gesellschaftliche Ordnungsstrukturen in Südosteuropa, das zum 1. Oktober 2006 an der Friedrich-Schiller-Universität Jena und der Universität Erfurt eingerichtet wurde und bis Ende 2016 bestand.

## Mitgliedschaften
- Wissenschaftlicher Beirat der Südosteuropa-Gesellschaft München (2010–2012), Vorsitzender (2004–2008)
- Sprecherrat der Sektion Ost- und Ostmitteleuropa-Soziologie, gegenwärtig Sektion Europasoziologie, der Deutschen Gesellschaft für Soziologie (1994–2014), Sprecher (2005 bis 2008)
- Wissenschaftlicher Beirat des Instituts für kulturelle Infrastruktur Sachsen.
- Balkanologenverband e.V. (Mitglied des Präsidiums)[1]
- Kulturwerk Banater Schwaben e.V. (Stellvertretender Vorsitzender)[2]

## Auszeichnung
- 1987: Wissenschaftspreis der Gesellschaft der Freunde und Förderer der Universität der Bundeswehr Hamburg e.V. für die Dissertation Eliten im Modernisierungsprozess.

## Veröffentlichungen

### Lyrik
- Entrückung in den Kopfstand. Gedichte und Texte 1968 bis 2019. Pop Verlag, Ludwigsburg 2019, ISBN 978-3-86356-283-0.
- Ungewissheiten heimwärts fliehender Krähen. Neuere Gedichte, Kurzprosa und Erzählungen. Schriftenreihe Epik 154, Pop Verlag, Ludwigsburg 2025,  ISBN 978-3-86356-413-1.

### Monografie
- Über deutsche Dichter, Schriftsteller und Intellektuelle aus Rumänien. Pop Verlag, Ludwigsburg 2019, ISBN 978-3-86356-251-9.

### Publikationen
- Nationalstaaten und Europa. Problemfacetten komplizierter Wechselbeziehungen. Neiße, Dresden 2018, ISBN 978-3-86276-263-7.
- Am Rande Mitteleuropas. Über das Banat und Rumänien. Shaker, Aachen 2018, ISBN 978-3-8440-6195-6.
- Europa zwischen Realität und Verblendung. Krämer, Hamburg 2016, ISBN 978-3-89622-124-7.
- Zuwanderungsschock – Deutschland und Europa in Gefahr? Probleme der Zuwanderung und Integration. Krämer, Hamburg 2016, ISBN 978-3-89622-121-6.
- Zuwanderung, Kultur und Grenzen in Europa. (= Land-Berichte. Band 11). Shaker, Aachen 2015, ISBN 978-3-8440-3968-9.
- Wege der Modernisierung und Konturen der Moderne im westlichen und östlichen Europa. Springer, Wiesbaden 2015, ISBN 978-3-658-07050-2.
- Grenzgänge, Heimat, Wanderungen. Narrative über das zerbrochene Sinnmuster der Vergangenheit. Pop Verlag, Ludwigsburg 2013, ISBN 978-3-86356-054-6.
- Verwerfungen in Modernisierungsprozessen. Soziologische Querschnitte. Krämer, Hamburg 2012, ISBN 978-3-89622-112-4.
- Entwicklungsverläufe, Lebenswelten und Migrationsprozesse. Studien zu ländlichen Fragen Südosteuropas. (= Land-Berichte. Band 5). Shaker, Aachen 2010, ISBN 978-3-8322-9598-1.
- Krisen und Wandel. Krämer, Hamburg 2009, ISBN 978-3-89622-105-6.
- Am Anfang war das Gespräch. Reflexionen und Beiträge zur Aktionsgruppe Banat und andere literatur- und kunstbezogene Arbeiten. Krämer, Hamburg 2008, ISBN 978-3-89622-091-2.
- Zumutungen der Moderne. Kultursoziologische Analysen. Krämer, Hamburg 2007, ISBN 978-3-89622-084-4.
- Intellektuelle, Eliten, Institutionenwandel. Untersuchungen zu Rumänien und Südosteuropa. Krämer, Hamburg 2001, ISBN 3-89622-036-5.
- Widersprüchliche Moderne und die Widerspenstigkeit der Traditionalität. Krämer, Hamburg 1996, ISBN 3-89622-021-7.
- Gegen die Macht der Illusionen. Zu einem Europa im Wandel. Krämer, Hamburg 1994, ISBN 3-926952-90-3.
- Strukturfragen und Modernisierungsprobleme südosteuropäischer Gesellschaften. Krämer, Hamburg 1993, ISBN 3-926952-74-1.
- Modernisierung und soziologisches Denken. Analysen und Betrachtungen. Krämer, Hamburg 1991, ISBN 3-926952-50-4.
- Klimadelirium und andere furchtbare Erzählungen. Reihe Epik Bd. 113, ISBN 978-3-86356-303-5, 244 S.
- Einführung in die Grundlagen der Soziologie. E-Book, ISBN 978-3-8382-1423-8, 594 S.
- Bürgerliche Gesellschaft, ihre Leistungen und ihre Feinde. E-Book, ISBN 978-3-8382-1463-4, 216 S.
- Die versunkene Republik. Pop Verlag, Ludwigsburg 2021, ISBN 978-3-86356-321-9.
- Die antwortlose Gesellschaft. Zeitfragen. Shaker Verlag, Düren 2021, ISBN 978-3-8440-7860-2.
- Das Banat, die Deutschen aus Rumänien und die rumäniendeutsche Literatur. Schriftenreihe Banater Bibliothek, Band 22, Eigenverlag der Landsmannschaft der Banater Schwaben, München 2022 = ISBN 978-3-910556-00-3.
- Zeitbrüche. Politische Irrtümer, Krisen und die Macht alter und neuer Ideologien, Ibidem Verlag, Stuttgart 2022 = ISBN 978-3-8382-1778-9.
- Ideologie und Herrschaftskämpfe, Ibidem Verlag, Stuttgart 2023 = ISBN 978-3-8382-1834-2.
- Rückkehr aus dem Klimadelirium und die merkwürdige Begegnung mit Nikolaus Lenau in Wien. Pop Verlag, Ludwigsburg 2024 = ISBN 978-3-86356-389-9

### Herausgabe
- mit Horst Samson: Die Sprache, die auf das Nichts folgt, die kennen wir nicht. Sätze und Texte für Richard Wagner. Pop Verlag, Ludwigsburg 2018, ISBN 978-3-86356-174-1.
- mit Bálint Balla und Wolfgang Dahmen: Demokratische Entwicklungen in der Krise? Politische und gesellschaftliche Verwerfungen in Rumänien, Ungarn und Bulgarien. (= Beiträge zur Osteuropaforschung. Band 19). Krämer, Hamburg 2015, ISBN 978-3-89622-120-9.
- mit Vera Sparschuh: Abwanderung aus ländlichen Gebieten. Ursachen, Motive, Erscheinungsformen und Folgeprobleme. Meine, Magdeburg 2013, ISBN 978-3-941305-23-6.
- mit Bálint Balla und Wolfgang Dahmen: Korruption, soziales Vertrauen und politische Verwerfungen – unter besonderer Berücksichtigung südosteuropäischer Gesellschaften. (= Beiträge zur Osteuropaforschung. Band 18). Krämer, Hamburg 2012, ISBN 978-3-89622-111-7.
- mit Bálint Balla: Europäische Entwicklungsdynamik. (= Beiträge zur Osteuropaforschung. Band 17). Krämer, Hamburg 2009, ISBN 978-3-89622-104-9.
- mit Bálint Balla: Globalisierung, Europäisierung, Regionalisierung. Unter besonderer Berücksichtigung ihrer Erscheinungsformen und Auswirkungen im östlichen Europa. (= Beiträge zur Osteuropaforschung. Band 16). Krämer, Hamburg 2009, ISBN 978-3-89622-098-1.
- mit Maurizio Bach: Soziale Ungleichheit in der erweiterten Europäischen Union. (= Beiträge zur Osteuropaforschung. Band 14). Krämer, Hamburg 2008, ISBN 978-3-89622-088-2.
- Migrationsprozesse. Probleme von Abwanderungsregionen, Identitätsfragen. (= Beiträge zur Osteuropaforschung. Band 12).  Krämer, Hamburg 2006, ISBN 3-89622-078-0.
- mit Stephan Beetz und Ulf Jacob: Soziologie über die Grenzen. Europäische Perspektiven. Festschrift für Prof. Dr. Dr. h.c. Bálint Balla zum 75. Geburtstag. Krämer, Hamburg 2003, ISBN 3-89622-060-8.
- mit Bálint Balla: Ethnicity, Nation, Culture. Central and East European Perspectives. (= Beiträge zur Osteuropaforschung. Band 2). Krämer, Hamburg 1998, ISBN 3-89622-025-X.
- mit Bálint Balla: Zusammenbruch des Sowjetsystems – Herausforderung für die Soziologie. Krämer, Hamburg 1996, ISBN 3-89622-006-3.
- mit Heinz Zipprian: Max Weber und Osteuropa. Krämer, Hamburg 1997, ISBN 3-89622-017-9.
- mit Bálint Balla: Soziologie und Geschichte – Geschichte der Soziologie. Beiträge zur Osteuropaforschung. Krämer, Hamburg 1995, ISBN 3-926952-94-6.
- Zeitgeist und Widerspruch. Soziologische Reflexionen über Gesinnung und Verantwortung. Herrn Professor Karlheinz Messelken zum 60. Geburtstag. Krämer, Hamburg 1993, ISBN 3-926952-80-6.
- Deportationen. Literarische Blickwinkel. Pop Verlag, Ludwigsburg 2021 (Herausgeber, zusammen mit Albert Bohn), ISBN 978-3-86356-333-2
- Die Verschleppung der Deutschen aus dem Banat in die Sowjetunion aus der Sicht ihrer Kinder. Erzählberichte. Zweite erweiterte Auflage. Schriftenreihe Banater Bibliothek, Band 20, Eigenverlag der Landsmannschaft der Banater Schwaben, München 2022 (Herausgeber, zusammen mit Albert Bohn, Werner Kremm, Peter-Dietmar Leber und Walter Tonţa), ISBN 978-3-9818760-7-9
- mit Albert Bohn und Werner Kremm: Flucht der Deutschen aus dem Banat. Erzählberichte. (= Banater Bibliothek. Band 26). Landsmannschaft der Banater Schwaben, München 2024